# Nowa-Pęczelice
Nowa-Pęczelice – część wsi Pęczelice w Polsce, położona w województwie świętokrzyskim, w powiecie buskim, w gminie Busko-Zdrój.
W latach 1975–1998 Nowa-Pęczelice administracyjnie należało do województwa kieleckiego.